# 鬣羚属
鬣羚屬，有时误写作髭羚属，也叫長鬃山羊屬，是牛科羊亞科的一個屬，與斑羚屬是姐妹群。